# Ludvig Filip Robert, hertig av Orléans
Ludvig Filip Robert av Orléans, Louis Philippe Robert greve av Paris, född 6 februari 1869, död 28 mars 1926. Hertigen av Orléans föddes i Twickenham, en förort till London, där hans familj varit i exil sedan hans farfars far kung Ludvig Filip I abdikerade 1848. Han var son till Ludvig Filip, greve av Paris och Marie Isabelle av Orléans.
Familjen återvände till Frankrike efter Napoleon III:s fall 1871 men utvisades ur landet 1886. Filip återvände 1891 men fängslades och satt fängslad i fyra månader innan han på nytt utvisades.
När hans fader dog 1894, blev han Orléanisternas tronpretendent och var känd bland monarkister som Filip VIII. 1896 gifte han sig med ärkehertiginnan Maria Dorotea av Österrike (1867-1932), men paret separerade redan efter några år.
Hertigen försökte vid flera tillfällen göra sina "rättigheter" gällande i Frankrike dock utan någon större framgång. Särskilt under Dreyfusaffärens dagar försökte han använda sig av den upprörda stämningen till sin förmån.
Under ett besök i Genève 1898 planerade den italienske anarkisten Luigi Lucheni att mörda hertigen, men hertigen ändrade sina resplaner och kom undan. Luigi Lucheni fick då se att den österrikiska kejsarinnan Elisabeth var i staden och hon blev hans offer.
Filip gjorde sig även känd som polarforskare. Han besökte 1905 Spetsbergen och östra Grönland, samt 1909 Jan Mayen och östra Grönland, där han landsteg vid Kap Philippe. Filip har författat À travers la banquiste (1907), Crosière océanographique (1907) och Chasse et chasseurs arctiques (3:e upplagan 1911).
Han dog i Palermo 1926.